# 来歴 (後漢)
来 歴（らい れき、生年不詳 - 133年）は、後漢中期の外戚、官僚。字は伯珍。来定の父。本貫は荊州南陽郡新野県。後漢建国の元勲である来歙の子孫である。

## 事跡

### 初期の事績
| 姓名           | 来歴 |
| 時代           | 後漢時代 |
| 生没年         | 生年不詳 - 133年 |
| 字・別号       | 伯珍（字） |
| 本貫・出身地等 | 荊州南陽郡新野県 |
| 職官           | 侍中・監羽林右騎〔後漢〕 →射聲校尉〔後漢〕 →執金吾〔後漢〕→太僕〔後漢〕 →将作大匠〔後漢〕→衛尉〔後漢〕 →車騎将軍〔後漢〕→大鴻臚〔後漢〕 |
| 爵位・号等     | 征羌侯〔後漢〕 |
| 陣営・所属等   | 劉肇（和帝）→劉隆（殤帝） →劉祜（安帝）→劉懿（少帝懿） →劉保（順帝）                                                                    |
| 家族・一族     | 祖父：来褒 父：来棱 母：劉惠（武安長公主） 弟：来祉、来超 子：来定 孫：来虎、来艶                                                       |

永元年間（89年〜105年）、祖父の来褒が亡くなった際、父の来棱が既に早逝していたことを受け、公主の息子であることを理由として侍中に任じられ、羽林右騎を監督した。
永初三年（109年）、射聲校尉に遷る。
永寧元年（120年）、馮石に代わって執金吾となる。
延光元年（122年）、来歴の母に追尊して長公主とした。
延光二年（123年）、太僕となった。

### 外戚の模範として
延光三年（124年）、中常侍樊豊と大将軍耿宝、侍中周広、謝惲らが安帝に讒訴して太尉楊震を自殺に追い込むと、来歴は侍御史の虞詡に「耿宝は帝の元舅であることにかこつけて過大な恩寵を受けているが、国恩に報いようという心に欠けており、奸臣をそばにはべらせ、楊公を誣告して、忠良の臣を傷めつけた。必ず天罰がくだることだろう」といって、周広、謝惲と交流を絶った。
その時、皇太子劉保 は小児性の病気にかかり落ち着かず、安帝の乳母であった野王君の王聖の家に身を寄せていたが、太子の乳母であった王男、厨監の邴吉らは、王聖の家は新しく修繕したばかりで、土を動かすにあたっての禁忌を犯しているから、皇太子が長居すべきでないと考えた。
王男、邴吉は王聖とその娘の王永、大長秋江京、中常侍の樊豊らとの対立の末獄死、家族およびその郎党はみな、日南郡比景県に流刑となった。
太子は乳母のことをなつかしんで嘆くようになり、江京と樊豊は後の害をおそれて、太子と東宮の役人を捏造に基づいて讒訴した。帝は怒り、公卿以下に廃立を議論させた。
耿宝らはみな帝の御心を察して皇太子を廃立すべしと思ったが、来歴と太常桓焉、廷尉張晧は議して言った。
「経書で説かれるところによると、年が十五に満たないものの過ちや悪は、その身から出たものではありません。ましてや王男、邴吉の謀は、皇太子の様子では知らなかったと思われます。よろしく忠良の教育係を選んで、礼儀をもって輔弼されるべきです。廃置のことは重大であり、まことに聖恩によって思いとどまりますよう」帝は従わず、この日ついに劉保は廃太子されて済陰王となった。時の太子の家の小黄門であった籍建、中傅の高梵らは皆罪がないのに朔方に流罪となった。
来歴は光禄勲の祋諷、宗正の劉瑋、将作大匠の薛皓、侍中の閭丘弘、陳光、趙代、施延、太中大夫の朱倀、第五頡、中散大夫の曹成、諫議大夫の李尤、符節令の張敬、持書侍御史の龔調、羽林右監の孔顕、城門司馬の徐崇、衛尉守丞の楽闈、長楽、未央厩令の鄭安世ら十数人で結託し、ともに鴻都門に詣でて太子に過ちがないことを証しした。龔調は法律に基づいて、王男、邴吉の犯罪に皇太子が連座されるべきでないことを明らかにした。
帝と側近はこれを憂え、中常侍が詔を奉って群臣を脅していった。
「父子が一体であるのは天性の自然であり、義によって恩を分けることで、天下をつくりあげる。歴、諷は大典を識らずして群小どもと騒ぎを起こしているが、外見は忠直に見せながら、内心は後の利益を望み、邪を飾り義に違おうというのは、主君に仕える礼といえるだろうか？　朝廷はひろく言論の道を開いているし、故にあらゆることに寛容であるが、もしまだ迷いを抱き続けるのならば、刑罰がそれを明らかにするだろう」
諌めた者たちはみな色を失い、薛皓は叩頭して「もとより詔の通りにすべきでありました」と態度を変えてしまった。来歴は憤って薛皓に「ともに諫言をしていながら、今更それに背くというのか？大臣として朝廷の車に乗り、国事を預かりながら、よくもまあこのように意見をころころと変えられたものだ！」と詰め寄った。
徐々に人々は諦めて身を引いたが、来歴は一人朝廷で意見を変えることはなかった。
帝は大いに怒り、彼の兄弟を罷免し、封国の税金を削り、また彼の母の爵位を削って面会を禁じた。
ついに来歴は閉じこもって親戚との交流も絶つようになり、人々は震え上がった。

### 安帝の崩御の後
安帝が崩御すると、閻太后が来歴を将作大匠に任じた。
順帝が即位するに及ぶと、朝廷は彼らのことを社稷の臣と呼ぶようになり、来歴はこれによって衛尉に遷った。
祋諷、劉瑋、閭丘弘は既に亡くなっていたため、その子を郎に任じた。
朱倀、施延、陳光、趙代はみな公卿となり官位を受け、王男、邴吉の家族、郎党は洛陽に呼び戻されて厚く賞与が加えられ、籍建、高梵らは皆抜擢をうけた。
永建元年（126年）、来歴は車騎将軍となり、弟の来祉は歩兵校尉となり、来超は黄門侍郎となった。
永建三年（128年）、母の長公主が薨ずると、病と称して自宅に戻り喪に服し、官に復帰すると大鴻臚に転任した。
陽嘉二年（133年）、官のまま卒した。

### その後の一族
子の来定が後を継いだ。
来定は安帝の妹を妻としており、順帝の時に虎賁中郎将となった。
来定が死ぬと、子の来虎が継いだ。
来虎は屯騎校尉まで上った。
来虎の弟は来艶、字は季徳。
若くして下士が学ぶことをこのみ、塾を開いて門弟を集め、また顕職を歴任した。
桓帝のとき、来艶は司空となった。